# Luxemburger Wort
Luxemburger Wort és un diari luxemburguès publicat en alemany. Va néixer el 1848. El diari va ser fundat només tres dies després que s'abolís la censura de premsa. El diari està escrit principalment en alemany, però inclou petites seccions en luxemburguès i en francès. El diari és un producte de l'empresa Saint-Paul Luxembourg, propietat de l'arquebisbat, i té un fort component catòlic.
En el període de 1995–1996 el Luxemburger Wort va tenir un tiratge de 85.000 còpies i va ser el diari més venut del país. El 2003 era de 83.739 exemplars i el 2006, de 79.633. El 2007 la xifra era de gairebé 70.000 còpies amb un nombre aproximat de 180.000 lectors, tant en paper com en línia.